# Аккольський сільський округ (Айтекебійський район)
Акко́льський сільський округ (каз. Ақкөл ауылдық округі, рос. Аккольский сельский округ) — адміністративна одиниця у складі Айтекебійського району Актюбінської області Казахстану. Адміністративний центр та єдиний населений пункт — село Акколь.
Населення — 469 осіб (2021; 695 у 2009, 1197 у 1999, 1743 у 1989).
Станом на 1989 рік існувала Аккольська сільська рада (села Акколь, Булак, Кандисор, Клемжайган) Карабутацького району.

## Склад
До складу округу входять такі населені пункти:
| Населений пункт  | Колишні назви | Населення, осіб (1989) | Населення, осіб (1999) | Населення, осіб (2009) | Населення, осіб (2021) |
| ---------------- | ------------- | ---------------------- | ---------------------- | ---------------------- | ---------------------- |
| Акколь, село     | -             | 1363                   | 1197                   | 695                    | 469                    |
| Булак, село      | -             | 54                     | -                      | -                      | -                      |
| Кандисор, село   | -             | 194                    | -                      | -                      | -                      |
| Клемжайган, село | -             | 132                    | -                      | -                      | -                      |